# Saison 2010-2011 de l'Élan sportif chalonnais
Saison 2010-2011 de l'Élan chalon en Pro A, avec une troisième place pour sa quinzième saison dans l'élite. Le club est vainqueur de la Coupe de France.

## Matchs

### Matchs amicaux
Avant saison
- Dijon / Chalon-sur-Saône : 86-80
- Paris-Levallois / Chalon-sur-Saône : 87-72 (Tournoi d'Alfortville)
- Liège / Chalon-sur-Saône : 83-77 (Tournoi d'Alfortville)
- Vichy / Chalon-sur-Saône : 67-66 (Tournoi d'Alfortville)

### Championnat

#### Matchs aller
- Chalon-sur-Saône / Vichy : 76–69
- Le Havre / Chalon-sur-Saône : 64–72
- Chalon-sur-Saône / Roanne : 74–83
- Le Mans / Chalon-sur-Saône : 65–71
- Chalon-sur-Saône / Strasbourg : 84–66
- Chalon-sur-Saône / Hyères-Toulon : 80–94
- Paris-Levallois / Chalon-sur-Saône : 76–83
- Chalon-sur-Saône / Limoges : 81–60
- Nancy / Chalon-sur-Saône : 81–75
- Chalon-sur-Saône / Gravelines Dunkerque : 80–70
- Orléans / Chalon-sur-Saône : 76–77
- Chalon-sur-Saône / Cholet : 92–69
- Poitiers / Chalon-sur-Saône : 70–61
- Chalon-sur-Saône / Pau-Lacq-Orthez : 84–62
- Lyon-Villeurbanne / Chalon-sur-Saône : 77–86

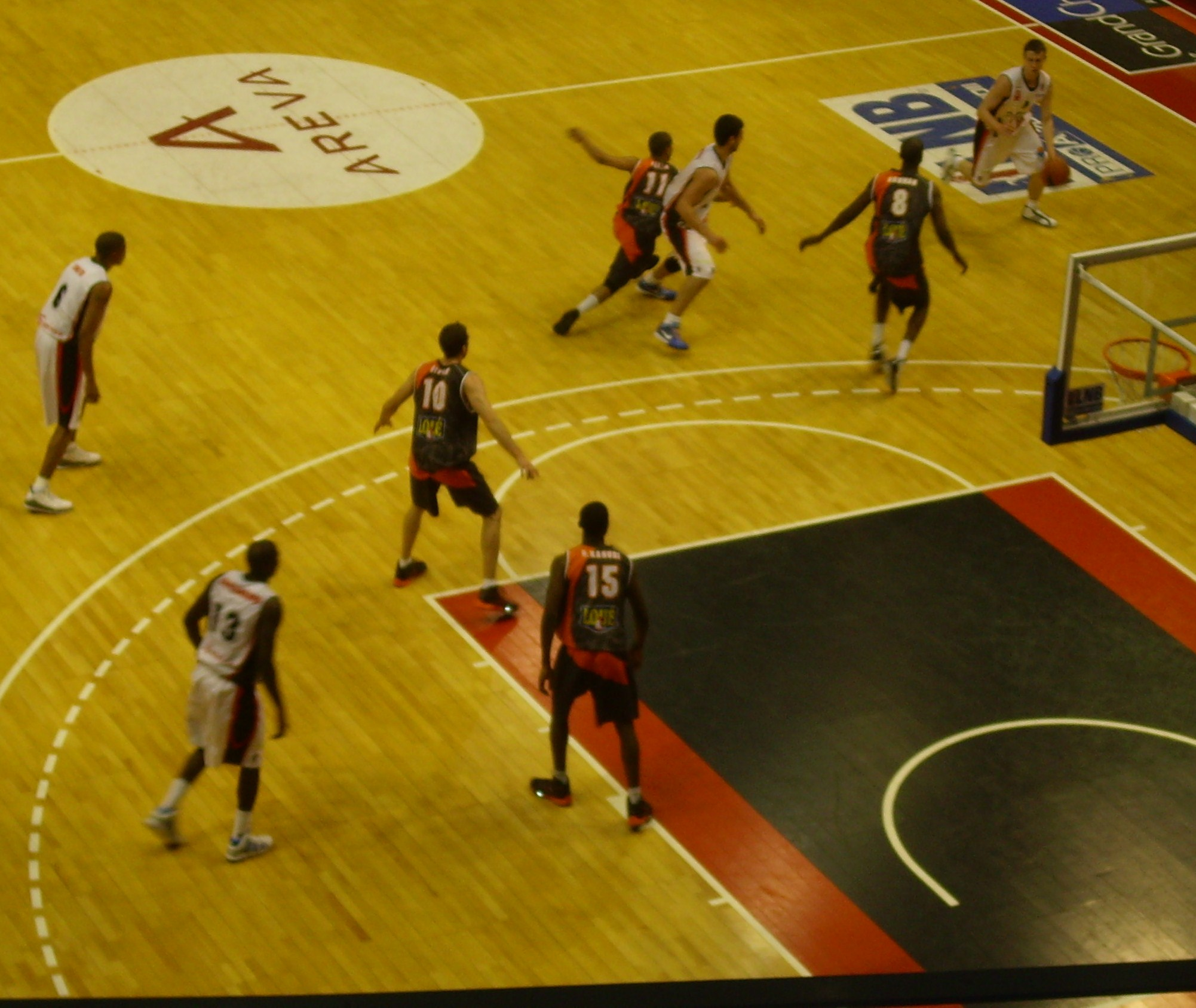
Match de Pro A au colisée en 2011 contre Le Mans

#### Matchs retour
- Chalon-sur-Saône / Le Havre : 69–66
- Roanne / Chalon-sur-Saône : 84–67
- Chalon-sur-Saône / Le Mans : 91–69
- Strasbourg / Chalon-sur-Saône : 78–79
- Hyeres-Toulon / Chalon-sur-Saône : 97–89
- Chalon-sur-Saône / Paris-Levallois : 83–79
- Limoges / Chalon-sur-Saône : 93–62
- Chalon-sur-Saône / Nancy : 92–65
- Gravelines-Dunkerque / Chalon-sur-Saône : 73–65
- Chalon-sur-Saône / Orléans : 76–59
- Cholet / Chalon-sur-Saône : 74–82
- Chalon-sur-Saône / Poitiers : 74–75
- Pau-Lacq-Orthez / Chalon-sur-Saône : 79–81
- Chalon-sur-Saône / Lyon-Villeurbanne : 83–82
- Vichy / Chalon-sur-Saône : 93–91

Extrait du classement de Pro A 2010-2011